# Операція «Бейтаун»

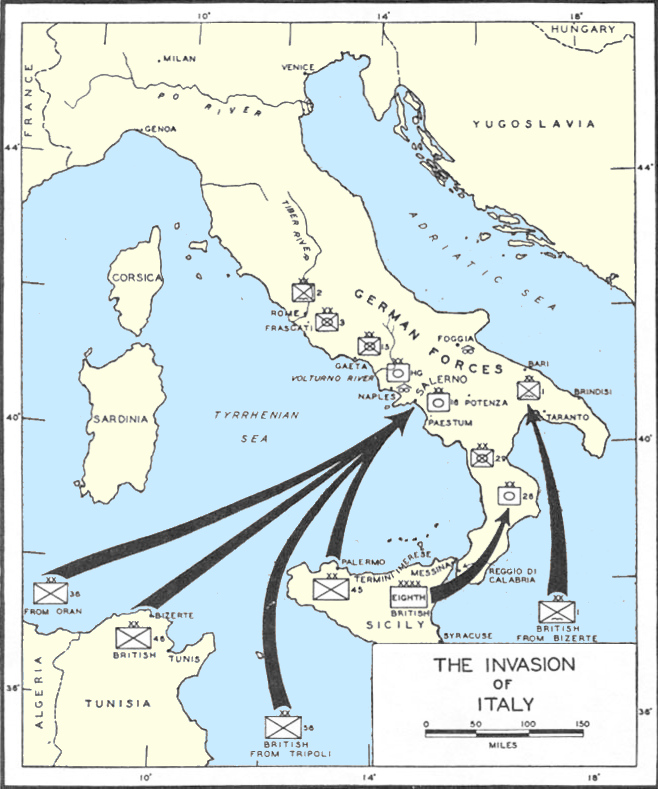
Замисел операції з висадки союзників в Італії

Операція «Бейтаун» (англ. Operation Baytown) — кодове найменування морської десантної операції, що проводилася 3 вересня 1943 року військ союзників під час висадки в Італії з метою опанування італійського міста Реджо-Калабрія на південно-західному узбережжі континентальної Італії під час Другої світової війни.

## Історія
Висадка військ 8-ї британської армії генерала Б.Монтгомері на найпівденнішій ділянці Апеннінського півострова була першою складовою частиною масштабного вторгнення союзних військ на територію континентальної Італії. Рано-зранку 3 вересня 1943 року перший ешелон 13-го корпусу генерал-лейтенанта сера Майлза Демпсі, що складався з 5-ї британської та 1-ї канадської піхотних дивізій, після тривалої артилерійської підготовки 600 гармат берегової та корабельної артилерії союзників, висадився десантно-висадочними засобами на італійську землю з метою скувати основні сили німецьких військ у невигідному для них вузькому проміжку півострову Калабрія. З моря десант підтримували важкі бойові кораблі британського флоту, серед яких лінійні кораблі «Веліант» та «Воспайт».
Німецьке командування на чолі з генерал-фельдмаршалом А.Кессельрінгом не вірило, що напрямком головного удару британсько-американських військ стане саме Калабрія. Вони очікували, що противник здійснить спробу висадитися з Сицилії значно північніше, в районі Салерно, Неаполя, або навіть поблизу Риму. Тому, 76-му танковому корпусу генерала танкових військ Т.Герра було вказано не ув'язуватися у затяті бої з переважаючими силами супротивника, а всіляко гальмувати їх просування шляхом підриву мостів та інших об'єктів інфраструктури й відступити на північ. На ділянці 25 км фронт тримав один піхотний полк Вермахту.
З висадкою британсько-канадських військ, практично не зустрічаючи опору, сили вторгнення поступово просувалися вглиб території Італії. Італійські формування погано озброєні та деморалізовані ситуацією в країні й бомбардуваннями артилерії союзників, взагалі не чинили спротиву.
Протягом перших трьох днів з початку операції союзники зосередили 5 300 одиниць бойової та спеціальної техніки на плацдармі, що був захоплений. 8 вересня 1943 року Італійське королівство оголосило про капітуляцію своїх військ, наступного дня британці висадилися в Таранто, у той час як найпотужніше угруповання американо-британських сил вдерлося в районі Салерно на берег Італії.